# Joseph Maher

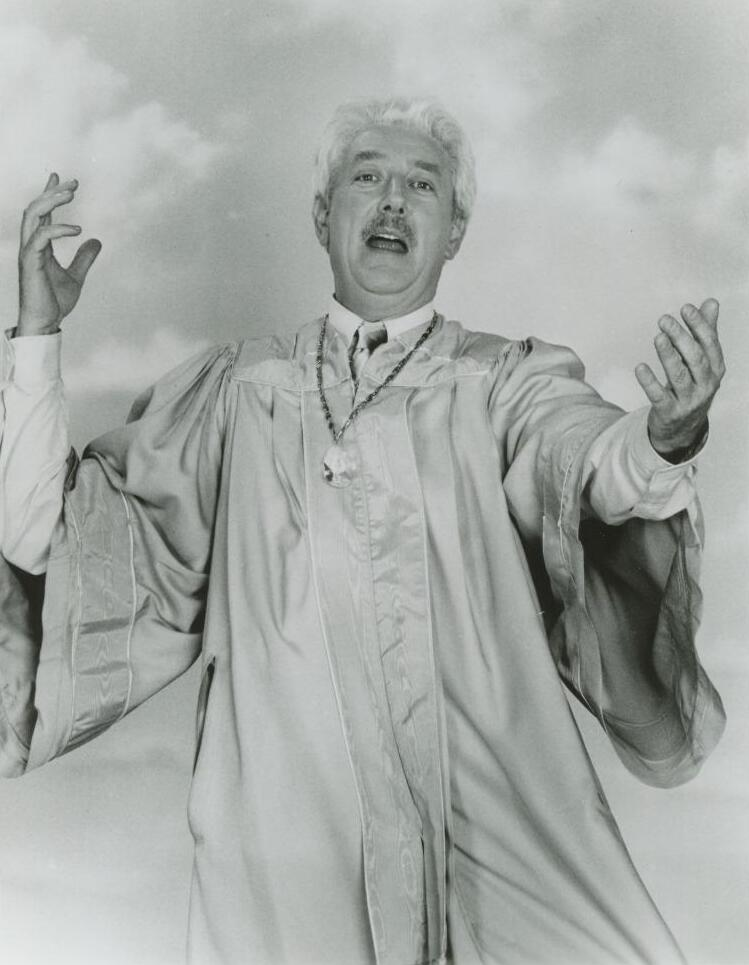
Joseph Maher "Second Chance" (1987 FOX press photo)

Joseph Maher (* 29. Dezember 1933 in Westport, Irland; † 17. Juli 1998 in Los Angeles, Kalifornien) war ein irischer Film- und Theaterschauspieler.
Maher war eines von zehn Kindern der Delia A. geborene O’Malley und Joseph Maher, einem Lehrer in Westport, County Mayo, im Irischen Freistaat. Er genoss eine Erziehung bei den Irish Christian Brothers und emigrierte 1956 nach Kanada. Vor seinem Beginn als Schauspieler arbeitete er für eine Ölfirma. In New York gab er sein Bühnendebüt in Brendan Behans The Hostage. Das deutschsprachige Publikum kennt Maher wahrscheinlich am besten durch seine Film- und Fernsehrollen. 1958 übernahm Maher seine erste Rolle im US-Fernsehen, ab Mitte der 1970er-Jahre intensivierte er seine Auftritte vor der Kamera. In der Komödie Sister Act – Eine himmlische Karriere spielte er 1992 den Geistlichen O’Hara.
Joseph Maher starb am 17. Juli 1998 im Alter von 64 Jahren an einem Hirntumor.

## Filmografie (Auswahl)
- 1958: Little Moon of Alban (Fernsehfilm)
- 1966: Passages from James Joyce’s Finnegans Wake
- 1974: Bei mir liegst du richtig (For Pete’s Sake)
- 1975: M*A*S*H (Fernsehserie, Folge Seine erste Transplantation)
- 1978: Der Himmel soll warten (Heaven Can Wait)
- 1979: Flucht in die Zukunft (Time After Time)
- 1980: Sag mir, was Du willst (Just Tell Me What You Want)
- 1981: Geheimauftrag Hollywood (Under the Rainbow)
- 1982: Die Jagd nach dem Leben (I’m Dancing as Fast as I Can)
- 1984: Der Liquidator (The Evil That Men Do)
- 1984: Frankenweenie (Kurzfilm)
- 1988: Meine Stiefmutter ist ein Alien (My Stepmother Is an Alien)
- 1988: Alf (Fernsehserie, Folge Blick zurück nach vorn)
- 1988: Funny Farm
- 1989–1990: Alles außer Liebe (Anything But Love; Fernsehserie, 22 Folgen)
- 1991: Seinfeld (Fernsehserie, Folge Die Bestie)
- 1992: Frau Doktor kommt (Laurie Hill; Fernsehserie, 10 Folgen)
- 1992: Sister Act – Eine himmlische Karriere (Sister Act)
- 1993: Partners (Kurzfilm)
- 1994: I.Q. – Liebe ist relativ (I.Q.)
- 1994: Kids for Cash – Eltern ohne Skrupel (Baby Brokers, Fernsehfilm)
- 1994: New York Killer – Die Kunst des Tötens (Bulletproof Heart)
- 1994: Shadow und der Fluch des Khan (The Shadow)
- 1994: Mord ist ihr Hobby (Murder, She Wrote; Fernsehserie, Folge Blutige Wirklichkeit)
- 1996: Mars Attacks
- 1996: Mein Mann Picasso (Surviving Picasso)
- 1997: In & Out
- 1998: So gut wie tot (Hoods)
- 1998: Style & Substance (Fernsehserie, 13 Folgen)
- 1999: Schlaflos in New York (The Out-of-Towners)